# Bernard Lama
Bernard Lama (nacido el 7 de abril de 1963 en Saint-Symphorien, comuna situada en la zona norte de Tours, capital del departamento de Indre y Loira) es un exfutbolista francés de origen guayanés, que jugó en la posición de portero famoso por jugar con pantalón largo, con una carrera especialmente exitosa como guardameta del Lille y del PSG con el que consiguió 4 títulos y consiguió eliminar 2 temporadas seguidas al Real Madrid CF primero en la Copa de la UEFA 1992-93 y un año después en la Recopa de Europa 1993-94 convirtiéndose en su bestia negra, gracias entre otros a la gran actuación de Bernard Lama. También jugó para Brest, RC Lens, FC Metz, West Ham United y Stade Rennais F.C.. Su estreno con el equipo nacional de Francia se produjo el 17 de febrero de 1993, en un partido clasificatorio para la Copa Mundial de la Fifa de 1994 contra Israel disputado en Tel Aviv, en una victoria del combinado francés por 0-4. Disputó un total de 44 partidos con su selección, siendo el meta titular francés durante la fase final de la Eurocopa 1996 y suplente en las fases finales de la Copa del Mundo de 1998 y de la Eurocopa 2000.
En 1997, Lama recibió una sanción de dos mes por dar positivo en un control antidopaje. Se relató que fue debido a causa del consumo de cannabis, que le condujo a perder su lugar en el PSG y también en el equipo nacional francés, donde dejaría su puesto a Fabien Barthez, que sería el portero titular en la Copa del Mundo de 1998.
El 21 de julio de 2006, Lama fue designado entrenador de la selección nacional de Kenia. Perdió en su estreno ante Eritrea el 2 de septiembre de 2006, durante un partido clasificatorio para la Copa Africana de Naciones. Abandonó el puesto tras esta derrota, siendo sustituido por Tom Olaba.

## Clubes como jugador
Información:
| Club                | País       | Año       | Partidos | Goles                                     |
| ------------------- | ---------- | --------- | -------- | ----------------------------------------- |
| Lille OSC "B"       | Francia    | 1980-1985 | ?        | ?                                         |
| → SC Abbeville      | Francia    | 1982-1983 | ?        | ?                                         |
| → Besançon RC       | Francia    | 1983-1984 | ?        | ?                                         |
| Lille OSC           | Francia    | 1985-1989 | 17       | 1 gol de penalti Division 1 1988-89 (-20) |
| FC Metz             | Francia    | 1989-1990 | 13       | (-18)                                     |
| Stade Brestois      | Francia    | 1990-1991 | 9        | (-15)                                     |
| RC Lens             | Francia    | 1991-1992 | 7        | (-4)                                      |
| Paris Saint-Germain | Francia    | 1992-1997 | 231      | (-183)                                    |
| West Ham United FC  | Inglaterra | 1998      | 13       | (-22)                                     |
| Paris Saint-Germain | Francia    | 1998-2000 | 70       | (-74)                                     |
| Stade Rennais       | Francia    | 2000-2001 | 35       | (-42)                                     |

## Palmarés como jugador

### Campeonatos nacionales
| Título               | Club                | País    | Año  |
| -------------------- | ------------------- | ------- | ---- |
| Copa de Francia      | Paris Saint-Germain | Francia | 1993 |
| Ligue 1              | Paris Saint-Germain | Francia | 1994 |
| Supercopa de Francia | Paris Saint-Germain | Francia | 1995 |
| Copa de Francia      | Paris Saint-Germain | Francia | 1995 |

### Campeonatos internacionales
| Título                 | Equipo (*)           | Sede                   | Año  |
| ---------------------- | -------------------- | ---------------------- | ---- |
| Recopa de Europa       | Paris Saint-Germain  | Bélgica                | 1996 |
| Copa Mundial de Fútbol | Selección de Francia | Francia                | 1998 |
| Eurocopa               | Selección de Francia | Bélgica y Países Bajos | 2000 |

### Distinciones individuales
| Distinción                                     | Año  |
| ---------------------------------------------- | ---- |
| Mejor portero según la revista France Football | 1994 |
| Legión de Honor                                | 1998 |